# Cedar Bluff (Alabama)
Cedar Bluff – miasto w Stanach Zjednoczonych, w stanie Alabama, w hrabstwie Cherokee. W roku 2023 miasto zamieszkiwało 1899 osób, a gęstość zaludnienia wynosiła 142,8 osoby/km².